# Chlorogomphus daviesi
Chlorogomphus daviesi – gatunek ważki z rodziny Chlorogomphidae.